# Pegasus Continental Cycling Team/Saison 2015
Dieser Artikel listet Erfolge und Fahrer des Radsportteams Pegasus Continental Cycling Team in der Saison 2015 auf.

## Abgänge – Zugänge
| Zugänge                       | Team 2014 | Abgänge         | Team 2015 |
| ----------------------------- | --------- | --------------- | --------- |
| Robin Manulang                |           | Bambang Suryadi | Unbekannt |
| Agung Ali Sahbana             |           | Matnur Matnur   | Unbekannt |
| Teten Rohendi                 |           | Tonton Susanto  | Unbekannt |
| Aiman Cahyadi                 |           |                 |           |
| Chelly Aristya                |           |                 |           |
| Andreas Odie Purnama Setiawan |           |                 |           |

## Mannschaft
| Name                          | Geburtstag         | Nationalität |
| ----------------------------- | ------------------ | ------------ |
| Agung Ali Sahbana             | 31. März 1988      | Indonesien   |
| Chelly Aristya                | 11. November 1991  | Indonesien   |
| Aiman Cahyadi                 | 16. November 1993  | Indonesien   |
| Arin Iswana                   | 7. Mai 1990        | Indonesien   |
| Dani Lesmana                  | 29. September 1992 | Indonesien   |
| Robin Manulang                | 11. April 1987     | Indonesien   |
| Jamalidin Novardianto         | 17. November 1994  | Indonesien   |
| Patria Rastra                 | 26. November 1989  | Indonesien   |
| Teten Rohendi                 | 2. April 1996      | Indonesien   |
| Andreas Odie Purnama Setiawan | 29. November 1996  | Indonesien   |
| Dadi Suryadi                  | 25. Dezember 1989  | Indonesien   |